# Monteroni International 2011
Il Monteroni International 2011 è stato un torneo professionistico di tennis femminile giocato sulla terra rossa. È stata la 10ª edizione del torneo, che fa parte dell'ITF Women's Circuit nell'ambito dell'ITF Women's Circuit 2011. Si è giocato a Monteroni d'Arbia in Italia dal 1° al 7 agosto 2011.

## Partecipanti

### Teste di serie
| Nazionalità | Giocatrice             | Ranking* | Testa di serie |
| ----------- | ---------------------- | -------- | -------------- |
| Paesi Bassi | Kiki Bertens           | 177      | 1              |
| Italia      | Anna Floris            | 189      | 2              |
| Italia      | Karin Knapp            | 210      | 3              |
| Francia     | Alizé Lim              | 211      | 4              |
| Romania     | Liana Ungur            | 217      | 5              |
| Italia      | Giulia Gatto-Monticone | 231      | 6              |
| Italia      | Annalisa Bona          | 256      | 7              |
| Austria     | Melanie Klaffner       | 258      | 8              |

- Ranking al 25 luglio 2011.

### Altre partecipanti
Giocatrici che hanno ricevuto una wild card:
- Nastassja Burnett
- Chiara Mendo
- Francesca Palmigiano
- Vivienne Vierin

Giocatrici che sono passate dalle qualificazioni:
- Alice Balducci
- Alessia Bertoia
- Federica di Sarra
- Catalina Pella
- Federica Quercia
- Nicole Rottmann
- Jelena Simić
- Sandra Soler-Sola
- Elora Dabija (lucky loser)

## Campionesse

### Singolare
Nastassja Burnett ha battuto in finale  Anna Remondina con il punteggio di 6–3, 7–6(7)

### Doppio
Kiki Bertens /  Nicole Rottmann hanno battuto in finale  Gioia Barbieri /  Anastasia Grymalska con il punteggio di 6–0, 6–3